# Saná
Saná, (em árabe: صنعاء‎; romaniz.: Ṣanʿāʾ; pronunciado: [sˤɑnʕaːʔ], pronunciado em árabe iemenita: [ˈsˤɑnʕɑ]) é, desde 1990, a capital e a maior cidade do Iémen. Localiza-se no oeste do Iêmen, a cerca de 2 210 metros de altitude, no interior do país, no centro de um vasto altiplano. A parte antiga da cidade é circundada por muros e dividida por muros internos em três bairros (árabe, turco e judeu). Os típicos palácios iemenitas têm vários andares. 
Em 2012, possuía 1 937 451 habitantes. Saná é um centro importante desde o século IV e atualmente é também o centro comercial, cultural e econômico do país.
Durante o período de existência da República Árabe do Iémen (ou Iémen do Norte), a cidade foi sua capital e principal cidade. A partir de 1990, tornou-se a capital do Iêmen reunificado.

## Patrimônio Mundial
Em 1970, Pier Paolo Pasolini filmou, em Saná, algumas cenas do filme Decameron. Um dia após o término das filmagens, em 18 de outubro de 1970, impressionado com a beleza da cidade, decidiu filmá-la. Dessas imagens nasceu Le mura di Sana'a ("Os muros de Saná"). Pasolini ainda retornaria a Saná em 1973, para filmar várias sequências de Il Fiore delle Mille e una notte  (no Brasil As mil e uma noites. Le mura di Sana'a é um breve documentário em forma de apelo à UNESCO para que protegesse e preservasse a cidade como patrimônio histórico-cultural da Humanidade. O filme foi lançado em 1974. Em 1986, o apelo do cineasta foi finalmente acolhido. A Cidade Antiga de Saná, ou seja, a parte murada da capital iemenita, com seus altos edifícios de adobe com ornamentos brancos, foi colocada pela UNESCO, em 1986 na Lista do Património Mundial.

## História
Segundo a  tradição, a fundação da cidade remonta aos tempos bíblicos, tendo sido fundada por Sem, filho mais velho de Noé e patriarca das populações semitas, o qual, depois de ter deixado sua terra de origem encontrou inicialmente o Rubʿ al-Khālī, o "Quarto Vazio" - terrível deserto de areia - e, sucessivamente, uma terra de altas montanhas e vales férteis onde decidiu fundar uma cidade: San'a.

## Economia
Historicamente a cidade possui uma indústria de mineração. As colinas ao redor de Saná possuem ônix, calcedônia e cornalina. A cidade também era conhecida por sua metalurgia no inicio do século XX. Atualmente boa parte dos empregos concentra-se no setor público e na economia informal, tendo  cidade uma alta taxa de desemprego.

## Galeria fotográfica

Vista panorâmica da Cidade Antiga.
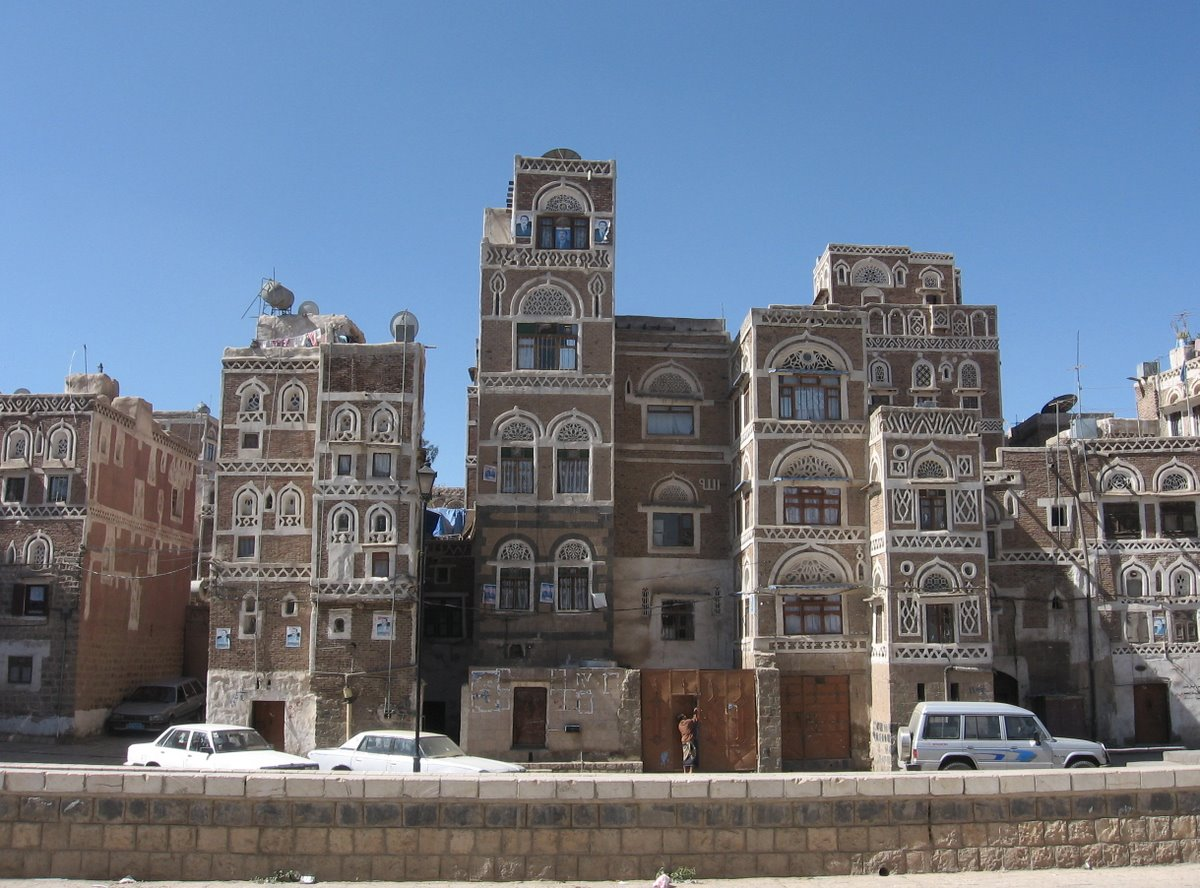
Típicos edifícios iemenitas, com vários andares.
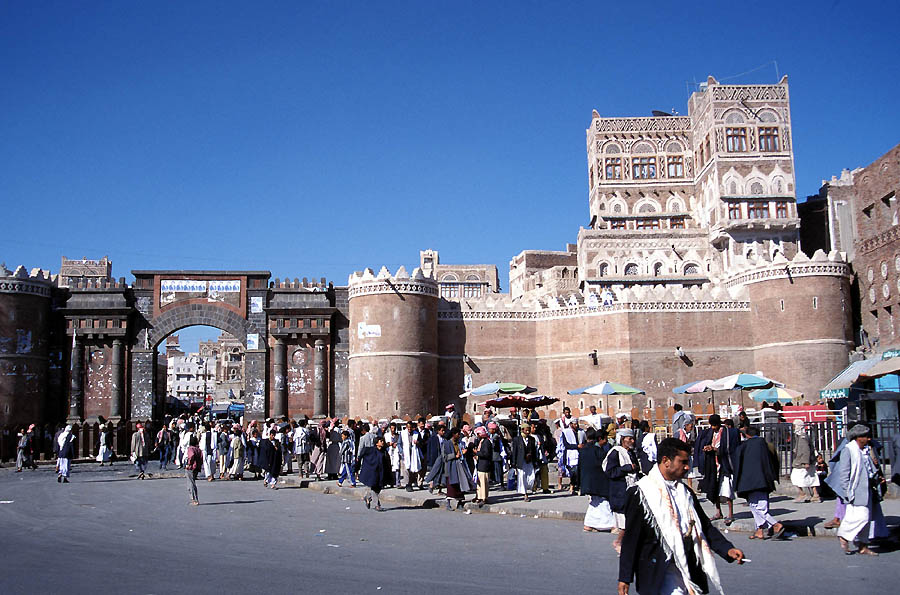
O milenar Bab al-Yemen (portal do Iêmen).
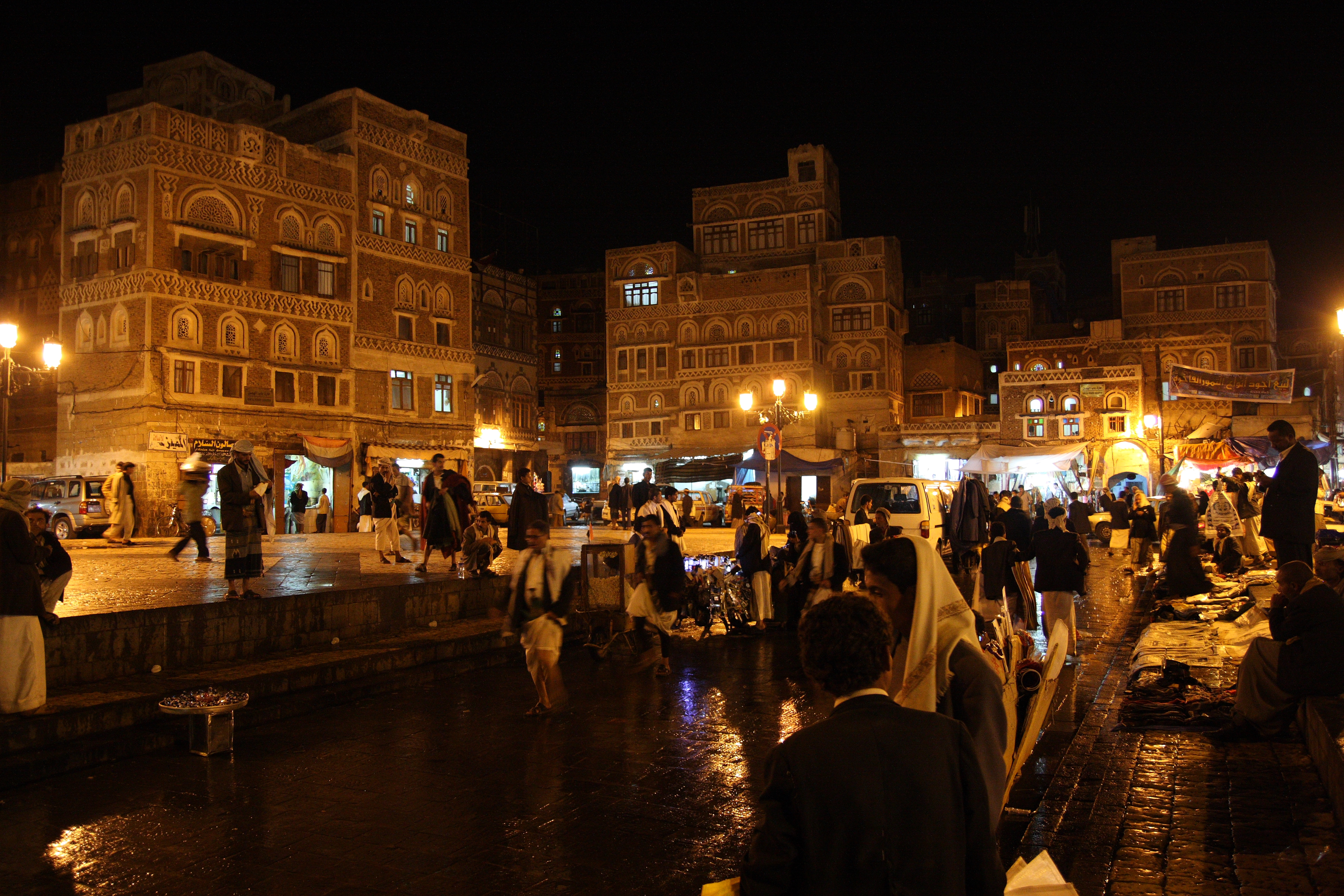
Vista de Saná a noite.